# Campeonato Maldivo de Futebol de 2018
O Campeonato Maldivo de Futebol (nome oficial, Dhivehi League) de 2018 foi a edição 46 desde seu estabelecimento em 1972.

## Início
A competição começou em 28 de junho de 2018, sendo a primeira partida, 
New Radiant SC 10-0 Thimarafushi FC sendo  Maziya S&RC 4-4 New Radiant e TC Sports 3-4 Eagles, as duas últimas partidas da competição.

## Equipes Participantes
- Green Streets (Machchangolhi)
- Eagles (Maafannu)
- Foakaidhoo FC (Shaviyani Atoll)
- Maziya S&RC (West Maafannu)
- Nilandhoo FC (Faafu Atoll)
- TC Sports (Henveiru)
- Victory SC (Malé)
- Thaa Thimarafushi FC
- Baa Fehendhoo FC
- New Radiant SC (Henveiru, Malé)

## Campeão
A competição foi realizada em 16 rodadas e vencida pela equipe do TC Sports, que com 13 vitórias e três derrotas, somou 39 pontos, apenas um ponto a mais que a equipe segunda colocada Eagles.

## Classificados para Copa AFC
A equipe do TC Sports,campeã do certame, foi a primeira classificada para a copa AFC, e já entra na fase de grupo da competição. Já a equipe do Eagles, terá que conseguir passar pela fase prelimirar da competição.

## Classificação
Fonte: Soccerway
| #  | Equipe            | Jogos | Vitórias | Empates | Derrotas | Gols Marcados | Gols Sofridos | Saldo de gols | Potuação | Obs.         |
| -- | ----------------- | ----- | -------- | ------- | -------- | ------------- | ------------- | ------------- | -------- | ------------ |
| 1  | TC Sports         | 16    | 13       | 0       | 3        | 52            | 12            | (+40)         | 39       | Campeão      |
| 2  | Eagles            | 16    | 12       | 2       | 2        | 62            | 12            | (+50)         | 38       | Vice-campeão |
| 3  | Maziya S&RC       | 16    | 12       | 2       | 2        | 51            | 17            | (+34)         | 38       |              |
| 4  | New Radiant       | 16    | 8        | 4       | 4        | 44            | 22            | (+22)         | 28       |              |
| 5  | Green Streets     | 16    | 8        | 2       | 6        | 35            | 29            | (+6)          | 26       |              |
| 6  | Nilandhoo FC      | 16    | 4        | 1       | 11       | 20            | 60            | (-40)         | 13       |              |
| 7  | Foakaidhoo FC     | 16    | 3        | 3       | 10       | 16            | 39            | (-23)         | 12       |              |
| 8  | Victory SC        | 16    | 2        | 4       | 10       | 10            | 36            | (-26)         | 10       |              |
| 9  | Baa Fehendhoo     | 9     | 1        | 1       | 7        | 2             | 30            | (-28)         | 4        | Rebaixado    |
| 10 | Thaa Thimarafushi | 9     | 0        | 1       | 8        | 2             | 37            | (-35)         | 1        | Rebaixado    |